# Gelis constantineanui
Gelis constantineanui är en stekelart som beskrevs av Ciochia 1974. Gelis constantineanui ingår i släktet Gelis och familjen brokparasitsteklar. Inga underarter finns listade i Catalogue of Life.